# Giovanni Battista Marmi
Giovanni Battista Marmi (né en 1659 en Toscane et mort en 1686) est un peintre italien de la période baroque, actif au XVIIe siècle.

## Biographie
Giovanni Battista Marmi a fait son apprentissage à Florence avec Vincenzo Dandini, puis avec Livio Mehus, puis il s'installe à Rome pour devenir l'élève des peintres Ciro Ferri et Giovanni Maria Morandi.

## Sources
- (en) Cet article est partiellement ou en totalité issu de l’article de Wikipédia en anglais intitulé « Giovanni Battista Marmi » (voir la liste des auteurs).